# 나그네 설움
나그네 설움은 한국에서 제작된 이선경 감독의 1957년 영화이다. 이예춘 등이 주연으로 출연하였고 정창환 등이 제작에 참여하였다.

## 출연

### 주연
- 이예춘
- 김금자
- 이성일
- 박노식
- 김예실

## 기타
- 조명: 이인식
- 미술: 임명선